# William Ogilvy Kermack
William Ogilvy Kermack (* 26. April 1898 in Kirriemuir; † 20. Juli 1970 in Aberdeen) war ein britischer Biochemiker, Epidemiologe, Mathematiker und Stochastiker.

## Leben
Kermack war der Sohn des Postbeamten William Kermack und von Helen Ogilvy und ging in Kirriemuir zur Schule, einem kleinen Ort am Fuß der Grampian Mountains. 1904 starb seine Mutter und er wurde von seiner Tante väterlicherseits erzogen. Er studierte ab 1914 an der University of Aberdeen Mathematik und Naturwissenschaften, unterbrochen vom Dienst bei der Royal Air Force 1917/18 im Ersten Weltkrieg. Nach dem Abschluss 1918 (M. A. und B.Sc. mit Bestnoten – an der Universität gewann er mehrere Preise) war im Dyson Perrins Laboratory der Universität Oxford, wo er mit William Perkins junior über das Alkaloid Harmalin forschte. 1919 bis 1921 war er außerdem im Forschungslabor der British Dyestuffs Corporation in Oxford. Ab 1921 war er am Labor des Royal College of Physicians of Edinburgh in Edinburgh, wo er als Chemiker arbeitete. 1925 erhielt er einen Doktorgrad (D.Sc.) der Universität St. Andrews. 1924 erblindete er nach einem Laborunfall (Explosion, die Ätzlauge in die Augen brachte). 1949 bis 1968 war er Professor für Biochemie an der Universität Aberdeen.
Er war mit Anderson Gray McKendrick ein Pionier in der Entwicklung mathematischer Modelle in der Epidemiologie (SIR-Modell, auch Kermack-McKendrick-Modell).
1937 erhielt er einen Ehrendoktor (LLD) der Universität St. Andrews. 1925 wurde er Fellow der Royal Society of Edinburgh, war 1946 bis 1949 in deren Rat und gewann 1928 deren Mackdougall-Brisbane-Preis. 1944 wurde er Fellow der Royal Society.
Er veröffentlichte neben Arbeiten zu Biochemie, Mittel gegen Malaria (Mepacrin Entwicklung in Großbritannien im Zweiten Weltkrieg), Epidemiologie, Demographie auch mathematische Arbeiten (unter anderem mit Edmund Taylor Whittaker) und über relativistische Kosmologie (1933 mit William McCrea).  Er arbeitete auch 1922 mit Robert Robinson zusammen über Elektronentheorie chemischer Bindungen (Elektronenverschiebung).
1938 veröffentlichte er mit Philip Eggleton ein populärwissenschaftliches Buch über Biochemie.

## Schriften
- mit Philip Eggleton: The Stuff We’re Made Of, London: Arnold 1938